# Epsilon Tauri
Coordenadas:  04h 28m 37.00s, +19° 10′ 49.55″
Epsilon Tauri, nomeada como Ain, é uma estrela na direção da constelação de Taurus. Possui uma ascensão reta de 04h 28m 37.00s e uma declinação de +19° 10′ 49.55″. Sua magnitude aparente é igual a 3.53. Considerando sua distância de 155 anos-luz em relação à Terra, sua magnitude absoluta é igual a 0.15. Pertence à classe espectral K0III. Possui um planeta confirmado e é membro do aglomerado aberto Híades.